# Jorge Correa Sutil
Jorge Correa Sutil (Santiago, 6 de septiembre de 1954) es un abogado y político chileno, exmilitante del Partido Demócrata Cristiano (PDC). Durante el gobierno del presidente Ricardo Lagos se desempeñó como subsecretario del Interior, desde 2001 hasta 2006. Ministro del Tribunal Constitucional entre 2006 y 2009. 

## Familia y estudios
Hijo de Jorge Correa Montt y Sofía Sutil Alcalde, es además hermano de Sofía Correa Sutil y cuñado de Alfredo Jocelyn-Holt. Está casado con Sol Serrano, con quien contrajo matrimonio el 17 de julio de 1980, en Las Condes. Actualmente separado.
Estudió en el colegio Grange. Ingresó a la Pontificia Universidad Católica (PUC) a estudiar derecho y se licenció en 1977. En 1982 recibió el grado de Máster en Derecho por la Universidad de Yale, es profesor de Teoría del Derecho y Derecho Constitucional en la Universidad Diego Portales y desde 1983 hasta 1990 fue decano de esa Facultad. También ha sido profesor en la Academia Judicial de Chile.[cita requerida]

## Trayectoria profesional y política
Ha sido investigador del FONDECYT en dos proyectos, uno sobre la racionalización de la intervención jurisdiccional y otro sobre la formulación de un modelo de evaluación de la administración de justicia.[cita requerida]
Durante el gobierno del presidente Patricio Aylwin se desempeñó como secretario de la «Comisión Rettig» y durante la presidencia de Ricardo Lagos fue subsecretario del Interior, desde 2001 hasta 2006.[cita requerida]
En enero de 2006, fue nombrado ministro del Tribunal Constitucional (TC) por el presidente Lagos, cargo en el que permaneció hasta 2009. Actualmente ejerce libremente la profesión y es Árbitro del Centro de Arbitraje y Mediación (CAM) de la Cámara de Comercio de Santiago. Fue consejero del Colegio de Abogados de Chile entre 2013 y 2017. Fue parte del Directorio del Hogar de Cristos entre 2017 y 2023. Es miembro de número de la Academia de Ciencias Sociales, Políticas y Morales del Instituto de Chile.[cita requerida]
Se inscribió como candidato del Partido Demócrata Cristiano (PDC) en las elecciones de convencionales constituyentes de 2021 por el distrito n° 6, formando parte del pacto Lista del Apruebo, no logró resultar electo.
En 2024, renuncia al Partido Demócrata Cristiano (PDC).

## Historial electoral

### Elecciones de convencionales constituyentes de 2021
- Elecciones de convencionales constituyentes de 2021, para convencional constituyente por el Distrito N° 6 (Cabildo, Calle Larga, Catemu, Hijuelas, La Calera, La Cruz, La Ligua, Limache, Llay Llay, Los Andes, Nogales, Olmué, Panquehue, Papudo, Petorca, Puchuncaví, Putaendo, Quillota, Quilpué, Quintero, Rinconada, San Esteban, San Felipe, Santa María, Villa Alemana y Zapallar).[5]

| Candidato                   | Pacto                          | Partido | Votos  | %    | Resultado    |
| --------------------------- | ------------------------------ | ------- | ------ | ---- | ------------ |
| Carolina Vilches Fuenzalida | Apruebo Dignidad               | ILYQ    | 19 071 | 5.81 | Convencional |
| Benjamín Lorca Inzunza      | Independiente (Fuera de pacto) | Ind.    | 14 833 | 4.52 |              |
| Mariela Serey Jiménez       | Apruebo Dignidad               | ILYQ    | 11 829 | 3.60 | Convencional |
| Lisette Vergara Riquelme    | La Lista del Pueblo            | ILS     | 11 370 | 3.46 | Convencional |
| Ruggero Cozzi Elzo          | Vamos por Chile                | RN      | 10 802 | 3.29 | Convencional |
| Chiara Barchiesi Chávez     | Vamos por Chile                | PRCh    | 10 256 | 3.12 |              |
| Daniel Garrido Quintanilla  | Apruebo Dignidad               | PCCh    | 9076   | 2.76 |              |
| Janis Meneses Palma         | Mov. Soc. Independientes.      | ILYK    | 8705   | 2.65 | Convencional |
| Daniela Albornoz Derderian  | Mov. Soc. Independientes.      | ILYK    | 8287   | 2.52 |              |
| Claudio Gómez Castro        | Lista del Apruebo              | ILYB    | 8717   | 2.49 | Convencional |
| Carlos Ominami Pascual      | Lista del Apruebo              | ILYB    | 7613   | 2.32 |              |
| Jorge Correa Sutil          | Lista del Apruebo              | PDC     | 6840   | 2.08 |              |
| Cristóbal Andrade León      | La Lista del Pueblo            | ILS     | 6773   | 2.06 | Convencional |